# 高智昇
高智昇，是11世纪大理国点蒼山蓮花峰芒湧溪人氏，岳侯高方的后裔，父親大布燮高情智。据《高生福墓志》，高智昇被追谥为邦安贤帝。

## 生平
大理国建国初，高氏被段思平分封到巨桥（今昆阳），世官世禄，管土管民。北宋嘉祐八年（1063年），高智昇于洱海平定姚州（今云南姚安县）杨允贤有功，被兴宗孝德帝段思廉赐予白崖、和甸地，被加封为太保、德侯，赐予白崖禾甸地。不久晋爵为鄯阐侯（驻地在今昆明），成为拥有今昆明及周围地区的大领主，权倾朝野，加封太保。宋元丰三年（1080年），权臣杨义贞杀大理第12世上德皇帝段廉义，自立为广安皇帝。高智昇遂命其子清平官（即宰相）高昇泰率东方兵马攻灭杨义贞，拥立段廉义侄段寿辉为大理皇帝。高智昇被封为布燮，高昇泰为鄯阐侯。高智昇将子孙安置到“八府、四郡”为官，控制朝政和大部分辖区。元丰四年（1081年），高智昇與高昇泰父子逼迫上明帝段壽輝退位出家，接著便擁立段正明繼位。

## 家族

### 祖父
- 高温情，官至大理国坦绰，高方的玄孙。

### 父
- 高情智，官至大理国大布燮。

### 子
- 高昇泰。
- 高昇祥，高昇祥后裔高生福被谥为“忠节克明果行义帝”。